# Lepidium tianschanicum
Lepidium tianschanicum là một loài thực vật có hoa trong họ Cải. Loài này được (Botsch. & Vved.) Al-Shehbaz mô tả khoa học đầu tiên năm 2002.